# Mezzabarba (famiglia)
I Mezzabarba (o Mezzabarba Birago) furono una nobile famiglia di Milano, originaria del pavese.

## Storia
La famiglia trae le sue origini nella città di Pavia dove appaiono essere già dei decurioni nell'XI secolo. Crebbe d'importanza nel corso del XV secolo quando un Giovanni Antonio si trasferì a Milano e divenne giureconsulto, venendo incluso tra i membri della corte ducale. Suo figlio, Giovanni Domenico, fu oratore presso la corte di Ferrara e poi senatore e consigliere per il ducato di Milano. Il figlio di questi, Giovanni Antonio, fu gentiluomo alla corte di Carlo V del Sacro Romano Impero, al punto che la famiglia Mezzabarba venne inclusa in quelle per la riforma del Consiglio Generale della Città di Pavia secondo le disposizioni volute dallo stesso imperatore nel 1549. Dei suoi figli, Politonio fu giureconsulto e senatore a Milano, mentre Giovanni Antonio si interessò anch'egli di legge. 
La fama e la ricchezza raggiunte dalla famiglia, valsero a Carlo Mezzabarba, nel 1602, il titolo di conte di Corvino e nel 1609 quello di conte della Riva di Nazano. La sua discendenza diretta si estinse con Giuseppa (anche menzionata come Maria Giuseppina) (1757-1812), figlia del conte Pio (m. 1765) e di Laura Olevano, che sposò il conte austriaco Johann Emanuel Joseph von Khevenhüller-Metsch.
L'attuale ramo fiorente della casata discende invece da Francesco Maria, che tramite la moglie Elena Birago, ultima discendente della sua casata, di poter accogliere nella propria famiglia tutti i beni, le armi ed il cognome dei Birago. Il loro figlio, Antonio Francesco, si trasferì a Milano dove si maritò con Vittoria Landriani, figlia del giureconsulto Francesco; da questo matrimonio nacque un Francesco Maria, che fu insignito anch'egli del titolo comitale come accadeva ai primogeniti del ramo principale. Un Francesco suo nipote ottenne la nobilitazione a conte nel 1681 dall'imperatore Leopoldo I e fu consigliere del ducato di Milano ed avvocato fiscale per i possedimenti imperiali in Italia. Questi sposò Anna Maria Besozzi, dalla quale ebbe una figlia Camilla, ed un figlio, Francesco Maria, che proseguì la casata. Il figlio di quest'ultimo, Alberto, prestò servizio nell'armata napoleonica d'Italia e poi nell'esercito austriaco, di stanza nella piazzaforte di Verona sino al 1850.

## Albero genealogico
|                                                                         |                                                                                |                                                                                                |                                                                                                |
|                                                                         | Francesco Maria †1643 Elena Birago MEZZABARBA BIRAGO                           |                                                                                                |                                                                                                |
|                                                                         |                                                                                |                                                                                                |                                                                                                |
|                                                                         |                                                                                |                                                                                                |                                                                                                |
|                                                                         | Antonio Francesco, I conte del Sacro Romano Impero ?-? Vittoria Landriani      |                                                                                                |                                                                                                |
|                                                                         |                                                                                |                                                                                                |                                                                                                |
|                                                                         |                                                                                |                                                                                                |                                                                                                |
|                                                                         | Francesco Maria, II conte del Sacro Romano Impero 1645-1697 Anna Maria Besozzi |                                                                                                |                                                                                                |
|                                                                         |                                                                                |                                                                                                |                                                                                                |
|                                                                         |                                                                                |                                                                                                |                                                                                                |
| Francesco Maria, III conte del Sacro Romano Impero ?-? Marianna Nicelli | Francesco Maria, III conte del Sacro Romano Impero ?-? Marianna Nicelli        | Camilla ?-? 1.Giovanni Battista Avogadro 2.Cesare Visconti di Cislago, III marchese di Cislago | Camilla ?-? 1.Giovanni Battista Avogadro 2.Cesare Visconti di Cislago, III marchese di Cislago |
|                                                                         |                                                                                |                                                                                                |                                                                                                |
|                                                                         |                                                                                |                                                                                                |                                                                                                |
| Anna †1779 Maurizio Caracciolo Borghi                                   |                                                                                |                                                                                                |                                                                                                |